# Sosthène Soglo
Sosthène Soglo (Cotonou, 3 luglio 1986) è un calciatore beninese, centrocampista dell'Energie.

## Carriera

### Club
Dopo aver giocato al Requins de l'Atlantique, nel 2005 si trasferisce al Panthères. Nel 2007 viene acquistato dall'Energie.

### Nazionale
Ha debuttato in Nazionale il 21 agosto 2007, nell'amichevole Benin-Gabon (2-2). Ha partecipato, con la Nazionale, alla Coppa d'Africa 2008. Ha collezionato in totale, con la maglia della Nazionale, 2 presenze.

## Statistiche

### Cronologia presenze e reti in nazionale
| Cronologia completa delle presenze e delle reti in nazionale ― Benin | Cronologia completa delle presenze e delle reti in nazionale ― Benin | Cronologia completa delle presenze e delle reti in nazionale ― Benin | Cronologia completa delle presenze e delle reti in nazionale ― Benin | Cronologia completa delle presenze e delle reti in nazionale ― Benin | Cronologia completa delle presenze e delle reti in nazionale ― Benin | Cronologia completa delle presenze e delle reti in nazionale ― Benin | Cronologia completa delle presenze e delle reti in nazionale ― Benin |
| Data                                                                 | Città                                                                | In casa                                                              | Risultato                                                            | Ospiti                                                               | Competizione                                                         | Reti                                                                 | Note                                                                 |
| -------------------------------------------------------------------- | -------------------------------------------------------------------- | -------------------------------------------------------------------- | -------------------------------------------------------------------- | -------------------------------------------------------------------- | -------------------------------------------------------------------- | -------------------------------------------------------------------- | -------------------------------------------------------------------- |
| 21-8-2007                                                            | Créteil                                                              | Benin                                                                | 2 – 2                                                                | Gabon                                                                | Amichevole                                                           | -                                                                    |                                                                      |
| 12-10-2007                                                           | Freetown                                                             | Sierra Leone                                                         | 0 – 2                                                                | Benin                                                                | Qual. Coppa d'Africa 2008                                            | -                                                                    | 80’                                                                  |
| Totale                                                               |                                                                      | Presenze                                                             | 2                                                                    |                                                                      | Reti                                                                 | 0                                                                    |                                                                      |